# Paraphisis helleri
Paraphisis helleri är en insektsart som beskrevs av Heinrich Hugo Karny 1912. Paraphisis helleri ingår i släktet Paraphisis och familjen vårtbitare. Inga underarter finns listade i Catalogue of Life.